# Wojciech Pędziach
Wojciech Pędziach (ur. 27 listopada 1937 w Wielkiej Woli koło Opoczna, zm. 2 listopada 1971 w Częstochowie) – polski piłkarz, grający na pozycji pomocnika i trener.

## Kariera
Był wychowankiem Victorii Częstochowa. Przyczynił się do awansu drużyny o 3 poziomy w ciągu czterech sezonów (z C klasy do III ligi). W latach 1959−1960 był zawodnikiem Legii Warszawa. Zadebiutował 15 marca 1959 roku w spotkaniu z Polonią Bytom (2:2). W barwach klubu rozegrał 35 spotkań ligowych.  W 1959 r. wyjechał z Legią na czterotygodniowe tournee do USA. 5 października 1960 r. wystąpił w rewanżowym meczu z Aarhus GF w 1/16 finału Pucharu Europy Mistrzów Krajowych (1ː0 dla Legii). Po zakończeniu służby wojskowej wrócił do Częstochowy, gdzie w latach 1961–1962 ponownie grał w trzecioligowej Victorii. W 1963 r. dołączył do Rakowa Częstochowa, z którym w sezonie 1966/1967 awansował do finału Pucharu Polski. Rozegrał kilkanaście spotkań w młodzieżowej reprezentacji Polski, debiutując w meczu przeciwko Rumunii, a jako senior pięciokrotnie wystąpił w kadrze B reprezentacji Polski.
Po zakończeniu kariery piłkarskiej w 1968 r. został instruktorem sportowym i rozpoczął pracę trenerską w Myszkowie i Żarkach. Zginął śmiercią samobójczą 2 listopada 1971 roku. Dla uczczenia jego pamięci organizowany jest Turniej Piłki Nożnej "Piłkarskie Talenty" im. Wojciecha Pędziacha. Został pochowany na cmentarzu w Kruszynie.

## Sukcesy

### Klubowe

#### Legia Warszawa
- wicemistrzostwo Polskiː 1959/1960

#### Raków Częstochowa
- Finał Pucharu Polskiː 1966/1967